# أسرار ديونيسوس

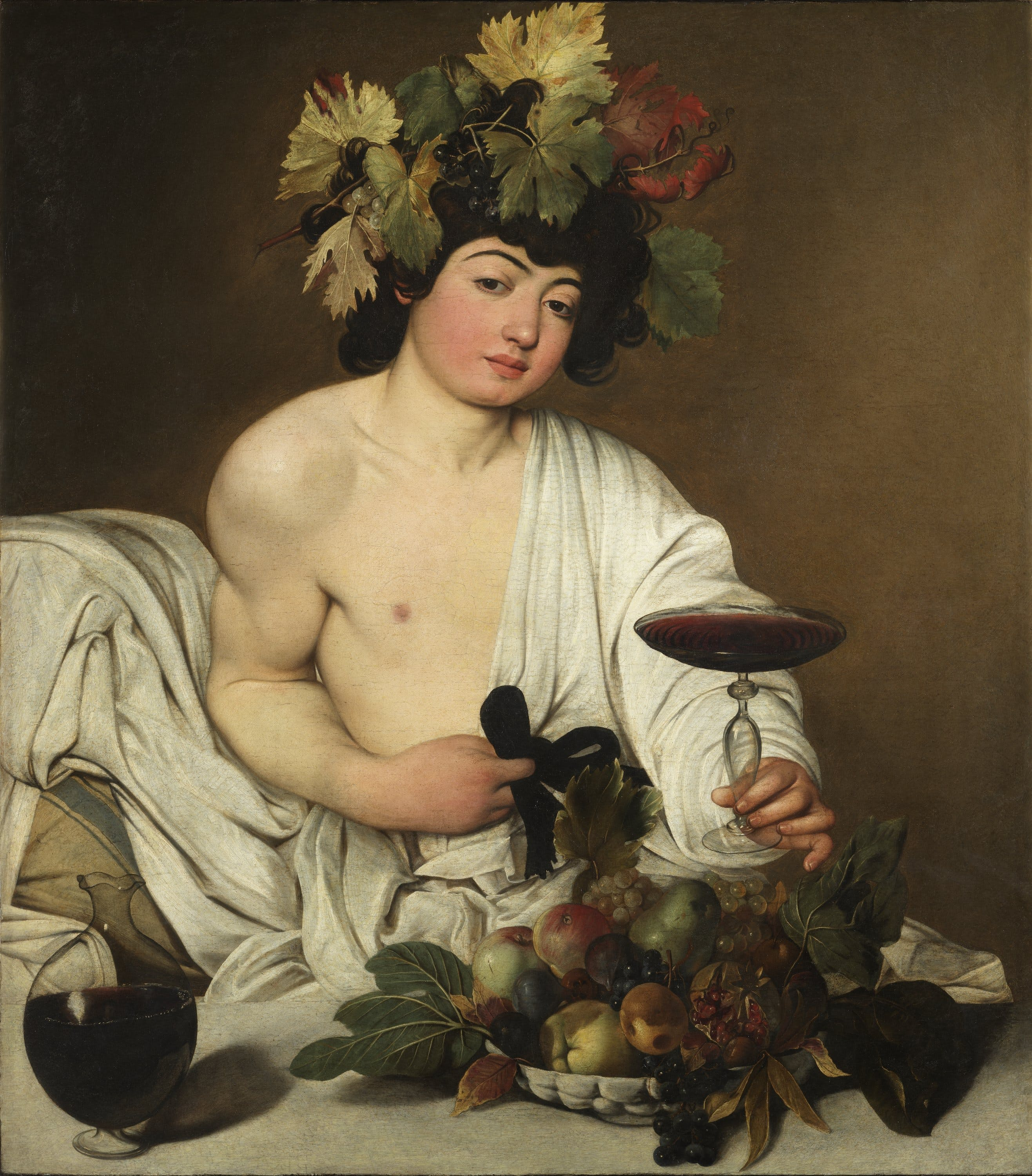
ديونيسوس في باخوس من كارافاجيو

أَسرار ديونيسوس أو المسارية الإغريقية (بالإنجليزية: Dionysian Mysteries)‏، تلهم أسراره النشوة نشوة السُّكر، وهي عبارة عن طقوس تقام للإله ديونيسوس ويبتغي منها العابد الخلاص، وهي طقوس سرية ترمي للتوسل أو للاتحاد مع آلهة المدن لضمان الخلاص الآخروي، وكان الأحياء يتوسلونه في طقوس سرية وغامضة لضمان رضاه عنهم بعد الموت. كانت تصحب هذه الطقوس أشكال من العربدة كالرقص والموسيقى؛ لإزالة الموانع والقيود الاجتماعية، وتحرير الفرد ليعود إلى الحالة الطبيعية. كما وفرت هذه العبادة المسارية بعض التحرر لأولئك المهمشين من قبل المجتمع اليوناني: النساء، العبيد، الخارجين عن القانون، وغير المواطنين.
في مرحلتها الأخيرة، حولت الأسرار الديونيسوسية تركيزها من التوجه الكوني إلى التوجه الخفي المتسامي، وترافق ذلك مع تغيير ديونيسوس طبيعته؛ إذ تحول من إله للسعادة واللذة إلى إله مساررة يهب مريديه الخلاص والنجاة بعد الموت.
إن الفكرة الرئيسية في هذه الطقوس..، وجوهر هذه الفكرة هو أن الموتى يمكن أن تتجدد حياتهم كما أن البذرة تولد ثانية، ولم يكن يقصد بحياتهم هذه حياة الأشباح النكدة في الجحيم بل يقصد بها حياة ملؤها السعادة والطمأنينة.

## عبادة ديونيسوس
كان ديونيسوس يُشرَّف في أرجاء اليونان كافة، كما يشخص دیونیسوس معبوداً تلهم أسراره النشوة نشوة السكر، والعبادة التي تظهر فيها طقوس العربدة وشعائرها؛ وهي عبادة خاصة باليونان؛ فالمينادیات (Maenads أو الباخوسيات) هن جماعة من النساء اللائي نذرن أنفسهن لهذا الإله، وتركن بيوتهن يطفن في البلاد والبراري في نذر النشوة للإله ديونيسوس، كما كن يرتدین جلود الخشف (ولد الظبي)، ويعتقدن بأن هذا يجعلهن متملكات للقوى السحرية المتفوقة.
وكان ديونيسوس جيدا ولطيفا مع الذين يحترمونه، وجالبا للجنون والدمار للذين يزدرونه، أو يزدرون شعائر العربدة في عبادته. وفي التصورات السائدة يموت هذا الإله في فصل الشتاء، وسرعان ما يولد من جديد في فصل الربيع، وهذه العملية الدورية في إعادة الحياة بالنسبة إلى تابعيه تترافق وتجدد الفواكه على وجه الأرض في فصل الربيع دائما، وتجسد العهد بإعادة الحياة إلى الموتی.

## احتفالات ديونيسوس

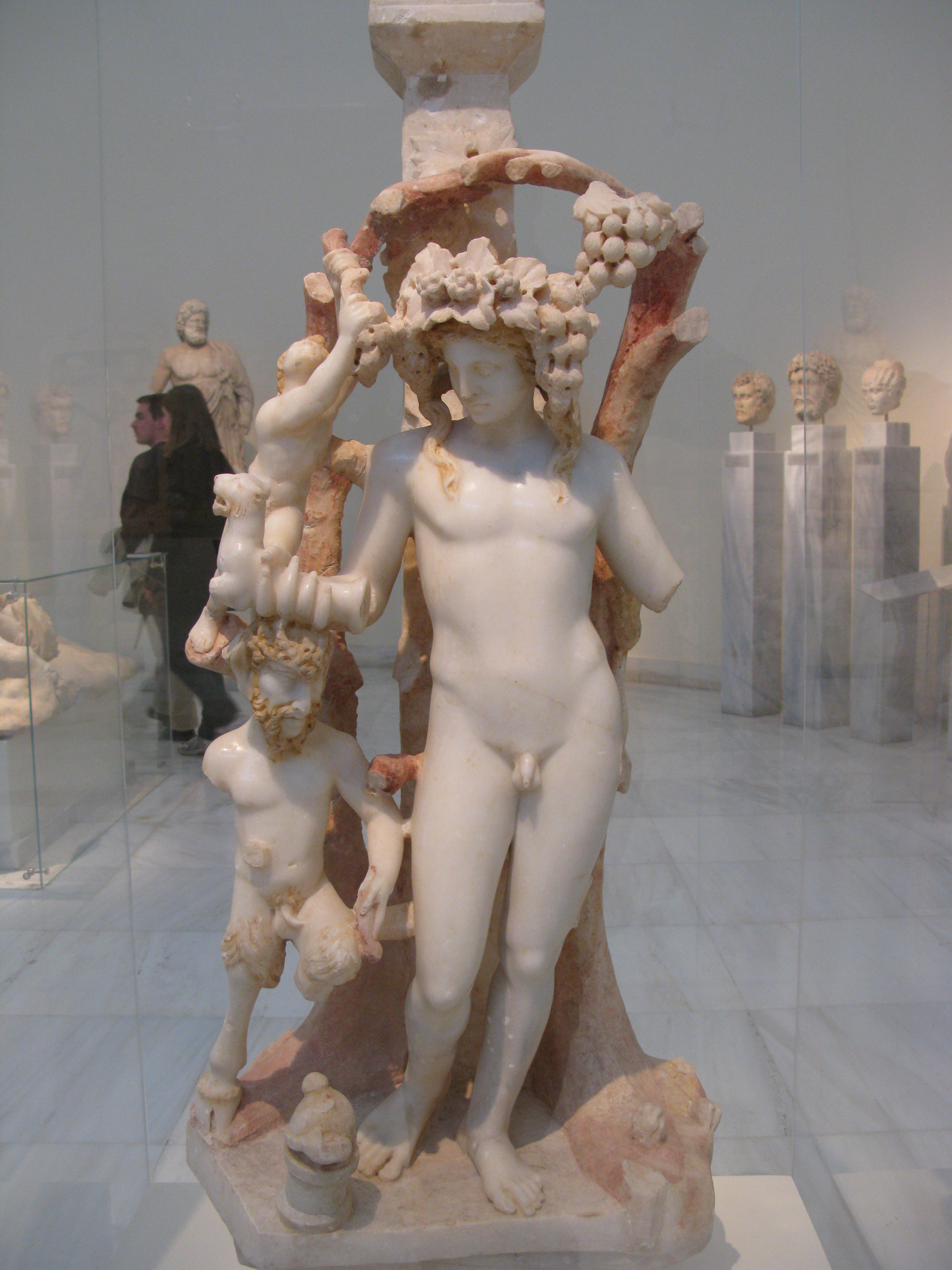
يحمل ديونيسوس ريتون (وعاء الشرب) في شكل النمر. من ورشة عمل آسيا الصغرى، 170-180م، المتحف الأثري الوطني، أثينا، اليونان.

الاحتفالات التي كانت تكرس له اختلفت باختلاف المنطقة والعصر.
أحد أقدم الاحتفالات كان آغرونيا، احتفل به أولا في بويونيا، ولا سيما في أورکومینوس حيث كان عباد دیوینسوس الباخانتيون يضحون بفتی غض. كانت الأضاحي البشرية المرتبطة بهذه العبادة في كيوس وفي ليسبوس، ولاحقا استبدلت بالجلد. وفي أتيكا، كان يحتفلون بالأعياد الديونيسية الريفية. ففي شهر كانون أول كانوا يحتفلون الـLenaea، وهو احتفال بمعصرة العنب، حين يقدم الخمر الجديد للإله، وفي نهاية شباط يحتفل بـAnthesteria، وهي احتفالات بالأزهار تستمر ثلاثة أيام، يذاق خلالها خمر القطاف الأخير.
وفي حرم لنويون يسير موكب ينتهي بأضحية تقدمها زوجة الملك، وأخيرا يقدم قمح مسلوق لدیونیسوس وهرمس. والاحتفالات الأشد روعة كانت الاحتفالات الديونيسية الكبرى، أو دیونیزيا المدنية، في بداية آذار. وخلال تلك الاحتفالات كانت تقدم العروض الدرامية. وبالإضافة إلى تلك المراسم المهيبة كانت اليونان كلها تقيم احتفالات أخرى ذات سمة معربدة، كتلك التي تجري على سفوح جبل سيثيرون.
لقد تغير مظهر دیونیسوس في وقت واحد مع أسطورته. ففي أول الأمر كان صور کرجل ذي لحية، في سن ناضج، وجبين يعلوه عادة إكليل من اللباب. ولاحقا أصبح يظهر كشاب غير ملتح ذي سِمة أنثوية. وأحيانا يكسي عري جسده المراهق الرقيق بالـnebris وهو جلد نمر أو خشف: وأحيانا يرتدي ثوبا طويلا كالذي ترتديه النساء. ويتوج رأسه بشعره الطويل المجعد بأغصان الكرمة وعناقيد العنب. ويحمل بإحدى يديه الـthyrsus (الصولجان)، وبالأخرى، عنبا أو كأسا من الخمر.
والشعائر والطقوس السنوية في الاحتفاء بعودة ديونيسوس إلى الحياة، إنما تحدث مرة بعد مرة في شكل مبني في الدراما الإغريقية، وكانت الاحتفالات الهامة تقام لتكريم هذا الإله، حيث يقوم المشځصون العظماء للدراما بالهداية والإرشاد خلالها. وأعظم هذه الاحتفالات کان ديونيزيا الكبرى الذي يقام في مدينة أثينا خمسة أيام من كل فصل ربيع، وكان هذا مادة لمؤلفي التراجيديا العظماء أسخيليوس وسوفوکلیس ویور بیدس.

## آلهة أجنبية تمثلها ديونيسوس

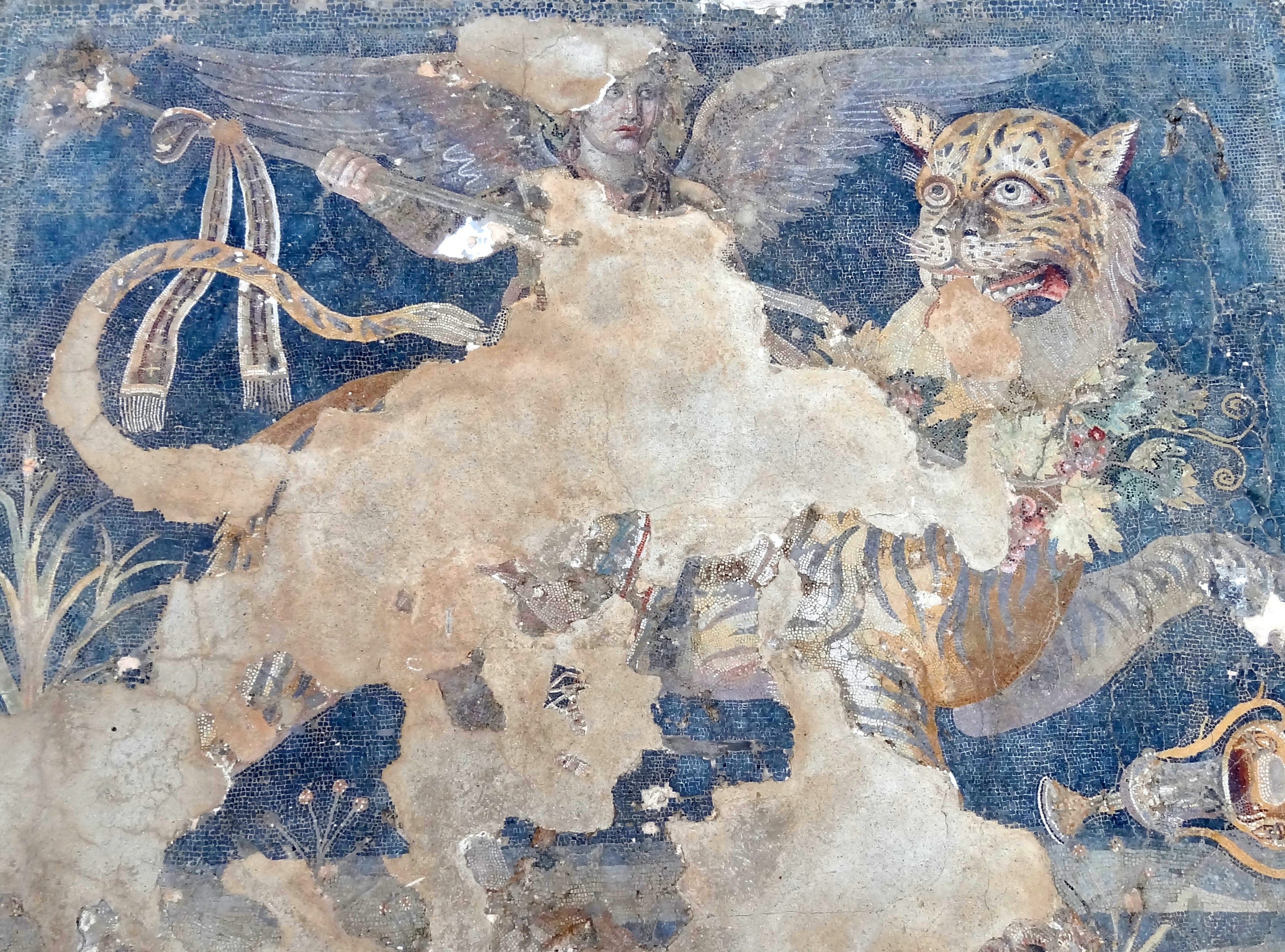
متحف ديلوس موزايك ديونيسوس

إن غزارة أساطیر دیونيسوس تُفسرها ليس فقط شعبيته الواسعة بل أيضا لأن شخصية دیونيسوس استوعبت، كما قلنا، شخصيات عدد من الآلهة الأجنية، خاصة سابازیوس الفريجي، وباساريوس الليدي وزاغريوس الكريتي. ولسوف نتوقف عند زاغريوس الكريتي نظرا لصلته بعبادة الأسرار الأورفية.
كان زاغريوس الكريتي على الأرجح موازيا لزيوس الهيليني، وتحت تأثير الصوفية الأورفية عملت المطابقة بين دیونيسوس وزاغريوس على إضافة عنصر جديد إلى أسطورة ديونيسوس، وهو العنصر المتعلق بآلام الإله وموته ثم بعثه.
وهذا ما قالوه عن دیونيسوس - زاغريوس:
لقد كان ابن زيوس وديميتر - أو کور. وكان الآلهة الآخرون يشعرون بالغيرة منه وقرروا أن يغتالوه. وقد مزقه التيتان إربا وألقوا بجسده في المرجل. لكن أثينا استطاعت أن تنقذ قلب الإله وأخذته على الفور إلى زيوس الذي ضرب التيتان بصواعق وخلق من القلب، الذي كان لا يزال يخفق، دیونيسوس. أما زاغريوس، الذي دفنت رفاته عند سفح الجبل بارناسوس، فقد أصبح إلها للعالم السفلي وفي هیدس صار يرحب بأرواح الموتى ويساعد في تطهيرهم.
لقد أضافت الأورفية بعداً صوفيا على آلام وبعث الإله، وطرأ على شخصية دیونيسوس تغییرات عميقة. فلم يعد ذلك الإله الريفي للخمر والمرح، الذي هبط من الجبال التراقية؛ بل حتى إنه لم يعد إله الهذيان والعربدة، القادم من الشرق. ومنذ ذلك الحين أصبح دیونيسوس - بكلمات بلوتارك - «الإله الذي يختفي، ويتخلى عن الحياة ومن ثم يولد من جديد» لقد أصبح رمز الحياة الأبدية. وهكذا ليس من المدهش أن نری دیونيسوس مرتبطا بدیمیتر وكور في الأسرار الإليوسية. ذلك أنه، هو أيضا، كان يمثل أحد أعظم القوى الواهبة للحياة في العالم.

## دور النبيذ

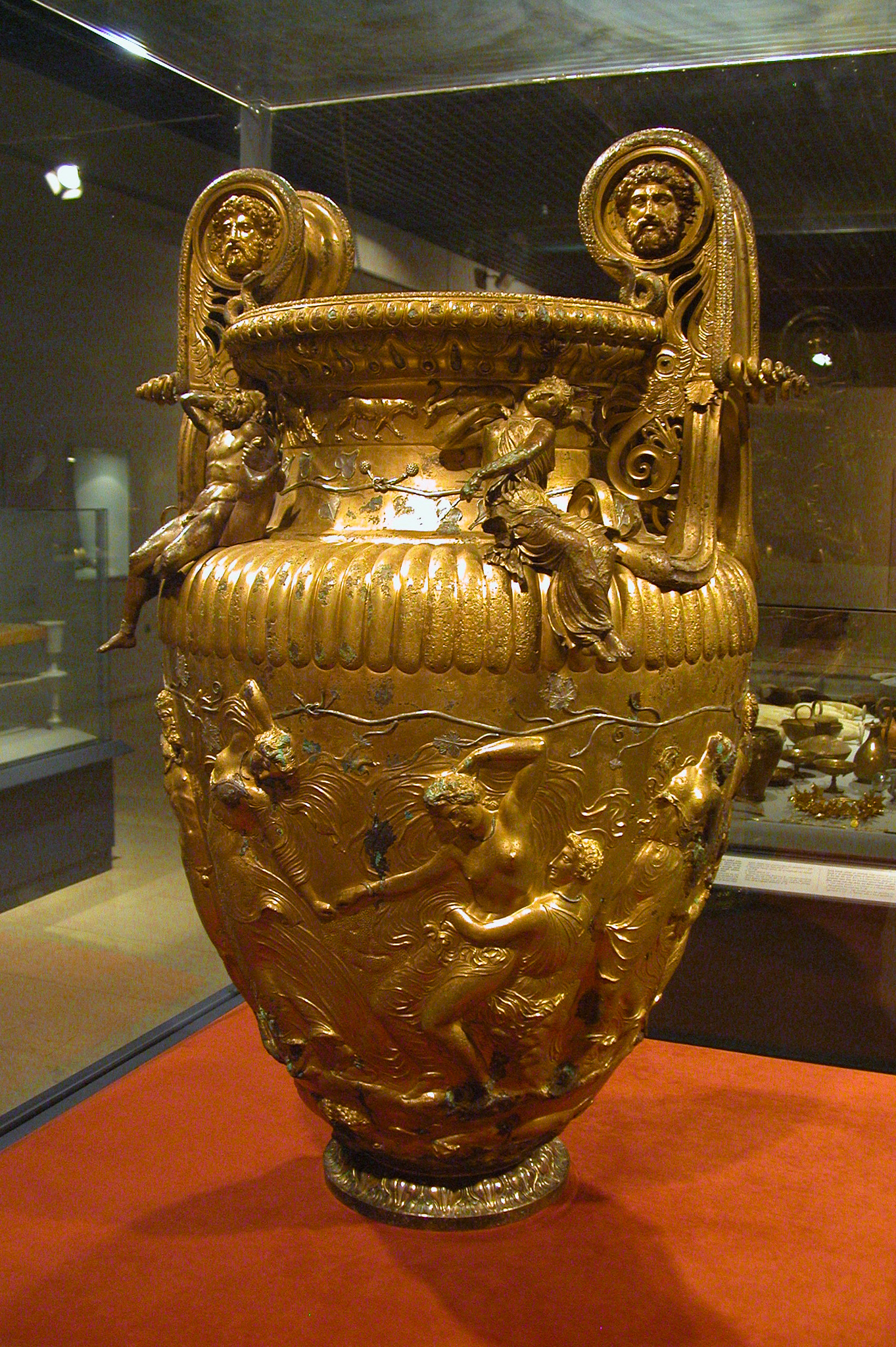
كراتير ديرفيني

ترتبط طقوس ديونيسوس الأصلية (كما تم إدخالها في اليونان) بعبادة نبيذ (لا تختلف عن الطقوس الموروثة في أمريكا الوسطى القديمة)، المعنية بزراعة العنب وفهم دورة حياتها (يُعتقد أنها جسدت الإله الحي) وتخمير الخمر من جسده المفكك (المرتبط بجوهر الله في العالم السفلي). لكن الأهم من ذلك، أن الآثار المثمرة والمثبطة للخمور كانت تُعزى إلى حيازة روح الله (وبالتالي، تسببت في هذه الحيازة). كان يُسكب النبيذ أيضًا على الأرض وينمو كرمه، ويكمل الدورة. لم تكن العبادة تهتم فقط بالكرمة نفسها، ولكن أيضًا بمكونات النبيذ الأخرى. يشتمل النبيذ على مكونات أخرى (عشبية ونباتية وراتنجية) إضافة إلى جودته ونكهته وخصائصه الطبية. اقترح العلماء أنه، نظرًا لوجود محتوى كحولي منخفض من النبيذ المبكر، فقد تكون آثاره ناتجة عن مكون إضافي مؤثر في تكوين الأسرار.
كما تم إدراج نباتات أخرى يعتقد أنها ذات أهمية ثقافية في تقاليد النبيذ مثل اللبلاب (يُعتقد أنه يقاوم السكر - وبالتالي عكس نبتة العنب - وينظر إليه على أنه يزهر في فصل الشتاء بدلاً من الصيف)؛ التين (مسهل للسموم) والصنوبر (مادة حافظة للنبيذ). كان الثور (من النبيذ الذي كان يشربه القرن) والماعز (الذي كان لحمه يقدّم الخمور، وتصفّح كرومه) جزءًا من العبادة، التي كانت تُعتبر في النهاية مظاهر ديونيسوس. تم ربط بعض هذه الجمعيات بآلهة الخصوبة (مثل ديونيسوس) وأصبحت جزءًا من دوره الجديد. إن فهم تقاليد كروم العنب ورمزيته أمر أساسي لفهم العبادة التي انبثقت عنها، بافتراض أهمية أخرى غير صناعة النبيذ التي ستشمل الحياة والموت والولادة وتوفر نظرة ثاقبة في علم النفس البشري.
على افتراض أن عبادة ديونيسوس وصلت إلى اليونان مع استيراد النبيذ، فمن المحتمل أنها ظهرت لأول مرة حوالي عام 6000 قبل الميلاد في أحد المكانين - جبال زاغروس والأراضي الحدودية لبلاد ما بين النهرين وبلاد فارس (مع ثقافة نبيذ غنية عبر آسيا الصغرى)، أو من مزارع الكروم على المنحدرات الجبلية في ليبيا ومناطق أخرى في شمال إفريقيا. على أي حال، كان Minoan Crete هو الرابط التالي في السلسلة، حيث قام باستيراد النبيذ من المصريين والتراقيين والفينيقيين وتصديره إلى مستعمراته (مثل اليونان). من المحتمل أن تتشكل الألغاز في جزيرة مينوان كريت من حوالي 3000 إلى 1000 قبل الميلاد، لأن اسم «ديونيسوس» لا يوجد في أي مكان آخر غير كريت واليونان.